# Ostružnja Donja
Ostružnja Donja (szerbül: Oстружња Доња), település Bosznia-Hercegovinában, a Szerb Köztársaság északi régiójában Stanari községben. 

## Fekvése
A település Bosznia-Hercegovina északi részén, Dobojtól légvonalban 16, közúton 24 km-re nyugatra, községközpontjától légvonalban és közúton 3 km-re keletre, a Mali Krnjin északi szélén, a Radnja-folyó jobb oldali mellékvize, az Ostružnja-patak alsó folyásánál, 200-270 méteres magasságban található.

## Népessége
| Nemzetiségi csoport | Népesség 1991 | Népesség 2013 |
| ------------------- | ------------- | ------------- |
| Szerb               | 1090          | 854           |
| Bosnyák             | 2             | 1             |
| Horvát              | 3             | 3             |
| Jugoszláv           | 17            | 1             |
| Egyéb               | 18            | 11            |
| Összesen            | 1130          | 870           |

## Története
A település 1878-ig tartozott az Oszmán Birodalomhoz, ekkor a berlini kongresszus határozata alapján az Osztrák-Magyar Monarchia része lett. 1879-ben az első osztrák-magyar népszámlálás során a Tešanji járáshoz és Stanari községhez tartozó településnek 21 háztartása és 165 ortodox lakosa volt. 1910-ben a Tesanji járáshoz tartozó településen 35 háztartást és 318 ortodox lakost találtak. A monarchia szétesésével 1918-ban előbb a Szerb-Horvát-Szlovén Királyság, majd 1929-től a Jugoszláv Királyság része lett. Az 1929-es törvény értelmében, amikor Bosznia-Hercegovinát négy banovinára, Drinskára, Vrbaskára, Zetskára és Primorskára osztották, a település a Vrbaska banovina része lett, amelynek székhelye Banja Luka volt.
A második világháborúban Jugoszlávia megszállása után a Független Horvát Állam (NDH) része lett. A második világháború után 1992-ig a település a szocialista Jugoszlávia keretében a Bosznia-Hercegovinai Népköztársaság része volt. A boszniai háborút lezáró daytoni békeszerződés rendelkezése alapján az ország területét felosztották a Bosznia-hercegovinai Föderáció és a boszniai Szerb Köztársaság között. A háború utáni területmegosztáskor a Szerb Köztársaság területéhez csatolták.

## Gazdaság
A helyi gazdaság alapja a szénbányászat. A geológiai felmérések szerint a Stanari szénmező területén, Raškovac, Dragalovci és Ostružnja településeken mintegy 150 millió tonna kénmentes szénkészlet, valamint nagy mennyiségű kvarchomok és kaolin, azaz olyan nyersanyagok találhatók, amelyekre nagy a kereslet az építőiparban, az üvegiparban és a kohászatban. A szén kitermelése Stanariban 1948-ban kezdődött a Raškovac külszíni fejtésben. A földalatti kitermelés 1955-ben kezdődött, és 1975-ig tartott a medence északi részén. A déli részen, ostružnja területén, 1974 és 1980 között folytak a feltárások. A Krnjin-hegyvidéken a Stanari bánya biztosítja a legtöbb munkahelyet, de az 1980-as évek közepe óta a bánya komoly pénzügyi problémákkal és munkáslázadásokkal küzd. A problémák az 1990-es évek eseményeivel és a nagy gazdasági visszaeséssel súlyosbodtak. A források és az új berendezések felújításába és beszerzésébe történő beruházások hiánya miatt a termelés szintje évről évre csökkent. A szénbányászat fellendülését várják a Stanari hőerőmű beindulásától, melyhez a fűtőanyagot a szénbánya biztosítja. Ennek érdekében a bányát 2006-tól újra fejlesztik.

## Nevezetességei
- Keresztelő Szent János lefejezésének szentelt ortodox temploma. A templom építése 1998-ban kezdődött. A templom alapjait 1998. szeptember 15-én szentelte fel Vasilije érsek. Ugyanez a főpap szentelte fel a templomot 2001. augusztus 5-én. A fehérfenyőből ácsolt ikonosztázt a stanari Vitomir Stožić készítette. Az ikonosztázon lévő ikonokat a belgrádi Predrag Ratković festette élénk színekkel.[7]

- Klupe - késő középkori temető maradványai a Vranjak-patak völgye feletti alacsony magaslaton, két, szabálytalan formájú stećakkal. Korábban több is megtalálható volt itt.[8] A helyi legendák szerint e két stećak sírkőtől néhány méterre balra egykor egy nagyobb temető volt stećak sírkövekkel. Az ilyen típusú kő, amelyből ezek a stećak sírkövek készültek, nem található Ostružnja közvetlen közelében, tehát messzebbről szállították ide őket. A műemlékek nagyon rosszul vannak kidolgozva és meglehetősen sérültek.[9]